# Donna Leon
Pour les articles homonymes, voir Leon.
Œuvres principales
- Les Enquêtes du Commissaire Brunetti

Donna Leon (/ˈdɒnə ˈliːɒn/), née le 28 septembre 1942 à Montclair, New Jersey, est une romancière américaine.

## Biographie
Donna Leon est élevée dans une famille catholique proche du parti démocrate. Ses grands-parents paternels étaient espagnols et ses grands-parents maternels irlandais et allemands. Elle grandit à Bloomfield, dans le New Jersey. Ses parents mettent fortement l'accent sur l'éducation de leur fille. Mais, comme les héros de ses livres Guido Brunetti, Paola Falier et leurs enfants Raffaele et Chiara, qui « forment une sorte de famille idéale », Donna Leon se rappelle avoir été élevée dans une famille « très heureuse ».
Elle préparait une thèse sur Jane Austen. D'après le Guardian : « Donna Leon enseignait en Iran et terminait une thèse sur Jane Austen lorsque la révolution de 1978-79 a interrompu ses études. Après son évacuation précipitée (elle quitta l'Iran en bus, sous la menace d'hommes armés), lorsque ses malles lui ont été rendues plusieurs mois après, ses papiers ne s’y trouvaient plus. ». 
Elle exerce plusieurs métiers comme guide de voyage à Rome, rédactrice publicitaire à Londres et enseignante de littérature, notamment en Suisse, en Iran, en Arabie saoudite et, de 1981 à 1999, sur une des plus grosses bases européennes de l'armée américaine, celle de Caserma Ederle à Vicence, près de la Cité des Doges. 
Lors de sa première visite en Italie, elle tombe amoureuse du pays. C'est à Venise qu'elle commence à écrire des romans policiers, qui prennent la même Sérénissime pour toile de fond. Son premier roman, Mort à La Fenice, est couronné par le prix japonais Suntory, qui récompense les meilleurs suspenses.
En 2015, en raison notamment, dit-elle, du flot incessant de touristes, elle quitte Venise comme domicile à plein temps, et se met à partager son temps entre ses deux domiciles de Suisse, l'un à Zurich et l'autre à Val Müstair dans les montagnes grisonnes, et Venise, où elle séjourne environ une semaine par mois. 

## Vie privée
Elle est célibataire par choix. Néanmoins, dans ses interviews, elle avoue avec humour qu’elle partage sa vie avec un homme depuis plus de 30 ans : le commissaire Brunetti . 
Passionnée d'opéra baroque, elle est le mécène, depuis sa création, de l'ensemble ’’Il Pomo d'Oro’’ et participe à des enregistrements et à des répétitions. 

## Écriture
Pour son travail d'écriture, elle rédige une page par jour, tous les jours de l'année. Elle publie un livre par an.
La femme du commissaire Brunetti est, comme l’auteure, professeure de littérature anglaise. 

### Traductions
Alors que ses romans sont traduits dans une vingtaine de langues (dont les principales langues européennes), qu’ils ont un tel succès par exemple en Allemagne qu’ils ont été portés à la télévision et sont vendus en kiosque, Donna Leon refuse, selon un article reproduit sur le site géré par son éditeur français, qu'ils soient traduits en italien, pour protéger son anonymat et sa réputation à Venise où elle a vécu à plein temps pendant trente ans, et où elle passe encore une semaine par mois. 
Elle cite également les profonds décalages culturels avec son pays d’adoption, qui ferait qu’elle serait forcément mal comprise :  « J'adore les Italiens, mais je ne me fais aucune illusion sur leur sens moral. De ce point de vue, je suis très anglo-saxonne ! Les journalistes, en particulier, font leur travail par-dessus la jambe. Je suis persuadée que je ne m'attirerais que des critiques. De la part de gens qui, de toutes façons, ne m'auront pas lue.» 
Les critiques, notamment italiens expliquent également que les personnages et les intrigues du commissaire Brunetti ont tendance à jouer avec les stéréotypes péninsulaires en forçant le trait, rendant le lectorat italien de toute façon mal à l’aise.

### Thèmes
Parfois critiquée pour donner une vision stéréotypée de la Péninsule italienne par la voix de ses personnages (d’où son refus d’être traduite en italien), Donna Leon est à l’inverse reconnue pour construire ses intrigues autour de thèmes de société contemporains et progressistes :  
- place de la femme,
- difficulté de reconnaissance de l’homosexualité (Mort à la Fenice),
- atteintes à l’environnement (Mort en terre étrangère),
- gestion mafieuse des déchets, post-colonialisme,
- atteintes à l’humanitaire,
- fascisme (Mort à la Fenice),
- place des handicapés (L’homme qui ne parlait pas, Minuit sur le canal San Boldo),
- dénonciation du tourisme sexuel (L’affaire Paola),
- racisme (Mort en terre étrangère),
- passe-droits que détiennent les classes aisées et que n’ont pas les classes fragiles par rapport aux nombreuses tracasseries administratives (Des amis haut placés).

## Œuvre

### Les Enquêtes du Commissaire Brunetti
Les livres sont parus en anglais : les tomes 1 et 2 chez Harpercollins, New York, les tomes 3 à 6 chez Macmillan, Londres, et à partir du tome 7 chez William Heinemann/Random House, New York.
Toutes les traductions françaises, signées de William Olivier Desmond puis Gabriella Zimmermann à partir de L'Inconnu du Grand Canal à la suite du décès de William Olivier Desmond, sont parues :
- en grand format, chez Calmann-Lévy (Paris) ;
- au format de poche, aux éditions du Seuil en collection Points Policier, de 1997 à 2005, puis aux éditions Points (filiale autonome de La Martinière Groupe), à partir de 2006.

1. Mort à La Fenice, 1997 ((en) Death at La Fenice, 1992)  (ISBN 2-7021-2707-X)
2. Mort en terre étrangère, 1997 ((en) Death in a Strange Country, 1993)  (ISBN 2-7021-2766-5)
3. Un Vénitien anonyme, 1998 ((en) Dressed for Death, 1994)  (ISBN 2-7021-2856-4)Paru au Royaume-Uni sous le titre The Anonymous Venetian
4. Le Prix de la chair, 1998 ((en) Death and Judgment, 1995)  (ISBN 2-7021-2935-8)Paru au Royaume-Uni sous le titre A Venetian Reckoning
5. Entre deux eaux, 1999 ((en) Acqua Alta, 1996)  (ISBN 2-7021-2974-9)Paru au Royaume-Uni sous le titre Death in High Water
6. Péchés mortels, 2000 ((en) The Death of Faith, 1997)  (ISBN 2-7021-3097-6)Paru au Royaume-Uni sous le titre Quietly in Their Sleep
7. Noblesse oblige, 2001 ((en) A Noble Radiance, 1997)  (ISBN 2-7021-3197-2)
8. L'Affaire Paola, 2002 ((en) Fatal Remedies, 1999)  (ISBN 2-7021-3285-5)
9. Des amis haut placés, 2003 ((en) Friends in High Places, 2000)  (ISBN 2-7021-3353-3)
10. Mortes-eaux, 2004 ((en) A Sea of Troubles, 2001)  (ISBN 2-7021-3472-6)
11. Une question d'honneur, 2005 ((en) Wilful Behaviour, 2002)  (ISBN 978-2-7021-3579-2)
12. Le Meilleur de nos fils, 2006 ((en) Uniform Justice, 2003)  (ISBN 978-2-7021-3672-0)
13. Dissimulation de preuves, 2007 ((en) Doctored Evidence, 2004)  (ISBN 978-2-7021-3751-2)
14. De sang et d'ébène, 2008 ((en) Blood from a Stone, 2005)  (ISBN 978-2-7021-3752-9)
15. Requiem pour une cité de verre, 2009 ((en) Through a Glass Darkly, 2006)  (ISBN 978-2-7021-3995-0)
16. Le Cantique des innocents, 2010 ((en) Suffer the Little Children, 2007)  (ISBN 978-2-7021-4079-6)
17. La Petite Fille de ses rêves, 2011 ((en) The Girl of His Dreams, 2008)  (ISBN 978-2-7021-4140-3)
18. La Femme au masque de chair, 2012 ((en) About Face, 2009)  (ISBN 978-2-7021-4141-0)
19. Brunetti et le Mauvais Augure, 2013 ((en) A Question of Belief, 2010)  (ISBN 978-2-7021-4373-5)
20. Deux veuves pour un testament, 2014 ((en) Drawing Conclusions, 2011)  (ISBN 978-2-7021-5596-7)
21. L'Inconnu du Grand Canal, 2014 ((en) Beastly Things, 2012)  (ISBN 978-2-7021-4373-5)
22. Le Garçon qui ne parlait pas, 2015 ((en) The Golden Egg, 2013)  (ISBN 978-2-7021-5452-6)
23. Brunetti entre les lignes, 2016 ((en) By its Cover, 2014)  (ISBN 978-2-7021-5717-6)
24. Brunetti en trois actes, 2016 ((en) Falling in Love, 2015)  (ISBN 978-2-7021-5895-1)
25. Minuit sur le canal San Boldo, 2017 ((en) The Waters of Eternal Youth, 2016)  (ISBN 978-2-7021-6057-2)
26. Les Disparus de la lagune, 2018 ((en) Earthly Remains, 2017)  (ISBN 978-2-7021-6325-2)
27. La Tentation du pardon, 2019 ((en) The Temptation of Forgiveness, 2018)  (ISBN 978-2-7021-6336-8)
28. Quand un fils nous est donné, 2020 ((en) Unto Us a Son Is Given, 2019)  (ISBN 978-2-7021-6676-5)
29. En eaux dangereuses, 2021 ((en) Trace Elements, 2020)  (ISBN 978-2-7021-8273-4)
30. Les Masques éphémères, 2022 ((en) Transient Desires, 2021)  (ISBN 978-2-7021-8406-6)
31. Le Don du mensonge, 2023 ((en) Give Unto Others, 2022)  (ISBN 978-2-7021-8587-2)
32. Le Palais de l'infortune, 2024 ((en) So Shall You Reap, 2023)  (ISBN 978-2-7021-9050-0)
33. L'Épreuve du feu, 2025 ((en) A Refiner's Fire, 2024)

### Autres ouvrages
- Sans Brunetti (essai 1972-2006), Calmann-Lévy, 2007 ((en) On Venice, Music, People and Books, 2005)  (ISBN 978-2-7021-3771-0)
- Brunetti passe à table, Calmann-Lévy, 2011 ((en) Brunetti's Cookbook, 2010)  (ISBN 978-2-7021-4180-9)Écrit avec Roberta Pianaro.
- Les Joyaux du paradis, Calmann-Lévy, 2012 ((en) The Jewels of Paradise, 2012)  (ISBN 978-2-7021-4404-6)
- Une promesse d'aventure, Calmann-Lévy, 2023

## Adaptation
Les aventures du commissaire Brunetti rencontrant un grand succès en Allemagne, des producteurs allemands de la chaine de télévision nationale ARD lancent une série télévisée, Donna Leon, adaptée des romans, tournée sur place à Venise, principalement avec des acteurs allemands.
Pour la France, France 3 les diffuse dès le 29 juin 2010.

## Prix et nomination

### Prix
- Prix Palle-Rosenkrantz 1999 pour Death in a Strange Country[6]
- Gold Dagger Award 2000 pour Friends in High Places[7]

### Nomination
- Gold Dagger Award 2018 pour Unto Us a Son Is Given[7]